# Jakowlew Jak-30 (1948)
Die Jakowlew Jak-30 (russisch Яковлев Як-30) war ein einstrahliges, sowjetisches Jagdflugzeug für den frontnahen Bereich aus dem Jahre 1948. Zugunsten der bereits in der Produktion befindlichen Typen La-15 und MiG-15 wurde dieses Muster nicht in die Serienproduktion übernommen. Die Bezeichnung Jakowlew Jak-30 trägt ebenfalls ein Strahltrainer von 1960, siehe Jakowlew Jak-30.

## Geschichte
Dieses Muster entstand als Weiterentwicklung der Jak-25. Bei der Konstruktion berücksichtigt wurden dabei die mit der La-160, dem ersten sowjetischen Pfeilflügeljäger, gemachten Erfahrungen.

Übernommen wurden von der Jak-25 ganze Baugruppen, so das Leitwerk, die Druckkabine, das Bugrad und die Bewaffnung. Lediglich der Rumpf musste aufgrund der Flügelpfeilung um 30 Zentimeter verlängert werden.
Die Flugerprobung führte Sergei Anochin vom 4. bis 16. September 1948 durch, wobei sich zeigte, dass die Leistungen der Jak-30 bei Geschwindigkeiten in Bodennähe zwar unter denen der Jak-25 lagen, die Jak-30 jedoch in großer Höhe dank ihres 35°-Pfeilflügels um bis zu 60 km/h schneller war als ihr Vorgänger.
Eine als Jak-30D bezeichnete verbesserte Ausführung erschien Anfang 1949 und unterschied sich vor allem durch aerodynamisch verfeinerte Übergänge von der Tragfläche zum Rumpf sowie verbesserte Fahrwerksabdeckungen. Ebenfalls neu waren die beidseitig am Heck angebrachten Luftbremsen. Diese Version erreichte eine Höchstgeschwindigkeit von 1025 km/h und eine auf 1950 Kilometer vergrößerte Reichweite. Die staatlichen Tests wurden im Mai 1949 beendet. Als Weiterentwicklung erschien 1949 die Jak-50.

## Konstruktion
Die Jak-30 war als Mitteldecker in Ganzmetallbauweise konzipiert, die freitragenden Tragflächen besaßen wie die der MiG-15 je zwei Grenzschichtzäune. Die Kraftstofftanks fassten 830 Liter Kerosin, unter den Tragflächen konnten zwei weitere Zusatztanks angehängt werden, die die Reichweite um 500 Kilometer steigerten. Das freitragende Normalleitwerk war ebenfalls gepfeilt. Das Bugrad- sowie das Hauptfahrwerk fuhren in den Rumpf ein, wobei die Streben des Hauptfahrwerkes in den Tragflächen ruhten.

## Technische Daten
| Kenngröße             | Daten                              |
| --------------------- | ---------------------------------- |
| Verwendung            | Frontjagdflugzeug                  |
| Besatzung             | 1                                  |
| Spannweite            | 8,65 m                             |
| Länge                 | 8,58 m                             |
| Höhe                  | 3,60 m                             |
| Flügelfläche          | 15,10 m²                           |
| Flügelstreckung       | 5,0                                |
| Leermasse             | 2.415 kg                           |
| Startmasse            | 3.300 kg                           |
| Triebwerk             | eine RD-500-Strahlturbine          |
| Leistung              | 15,6 kN (1.590 kp)                 |
| Höchstgeschwindigkeit | 1.010 km/h in 5.500 m Höhe         |
| Steigzeit             | 2,2 min auf 5.000 m                |
| Gipfelhöhe            | 15.000 m                           |
| Reichweite            | 850 km 1.500 km mit Zusatztanks    |
| Bewaffnung            | drei 23-mm-MK NR-23 (je 75 Schuss) |